# M/S Seagas
M/S Seagas är ett bunkerfartyg för flytande naturgas, som ursprungligen byggdes som bilfärjan M/S Fjalir av Løland Verft AS i Norge, och som 2012-2013 byggdes om för LNG-bunkring. Hon levererades i oktober 1974 till Fylkesbaatane i Sogn og Fjordane AS i Bergen i Norge och sattes till en början in på leden Lavik - Brekke - Oppedal och trafikerade senare flera olika leder i Norge.
AGA Gas AB i Stockholm köpte fartyget i juni 2012, döpte om henne till Seagas och samma år registrerades hon i Fartygsregistret i Sverige. Fiskerstrand Verft AS i Norge byggde om henne mellan juli 2012 och mars 2013 till bunkerfartyg för flytande naturgas, för tankning från fartyg till fartyg. Den tekniska lösningen utvecklades av AGA Gas AB.  Efter ombyggnaden seglade Seagas till Sverige, där hon bland annat använts som bunkerbåt till M/S Viking Grace. Fartyget såldes 2020 vidare till Clean Gas Solutions AB, som 2019 förvärvat AGA:s verksamheter Clean Energy och Nauticors Marine Bunkering från den tidigare ägaren Linde AG.
Seagas uppges vara det första fartyget i världen för bunkring av flytande naturgas och också det minsta. Fartyget är klassat enligt samma regler som gäller för oceangående LNG-tankbåtar.

## Bildgalleri

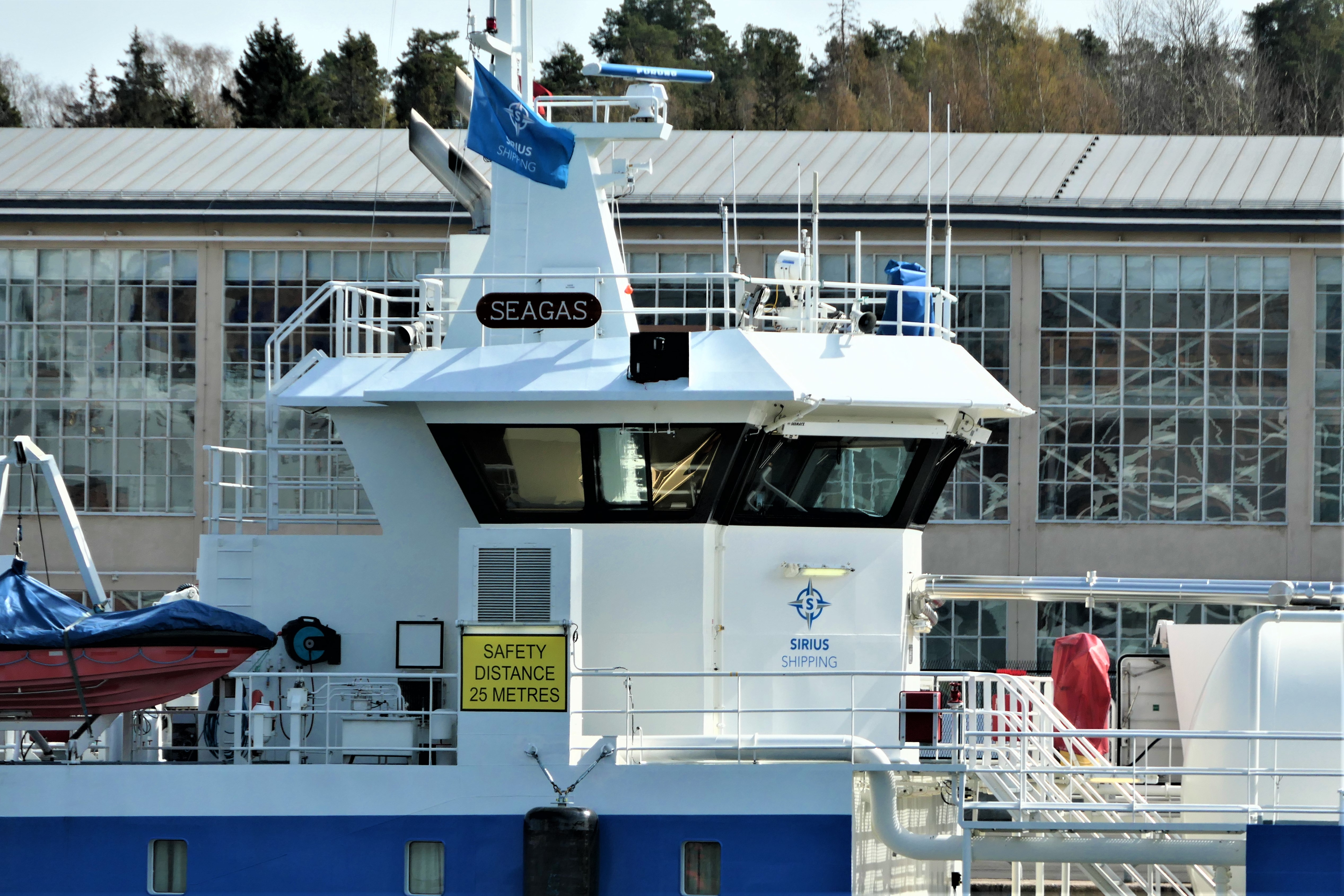
M/S Seagas kommandobrygga
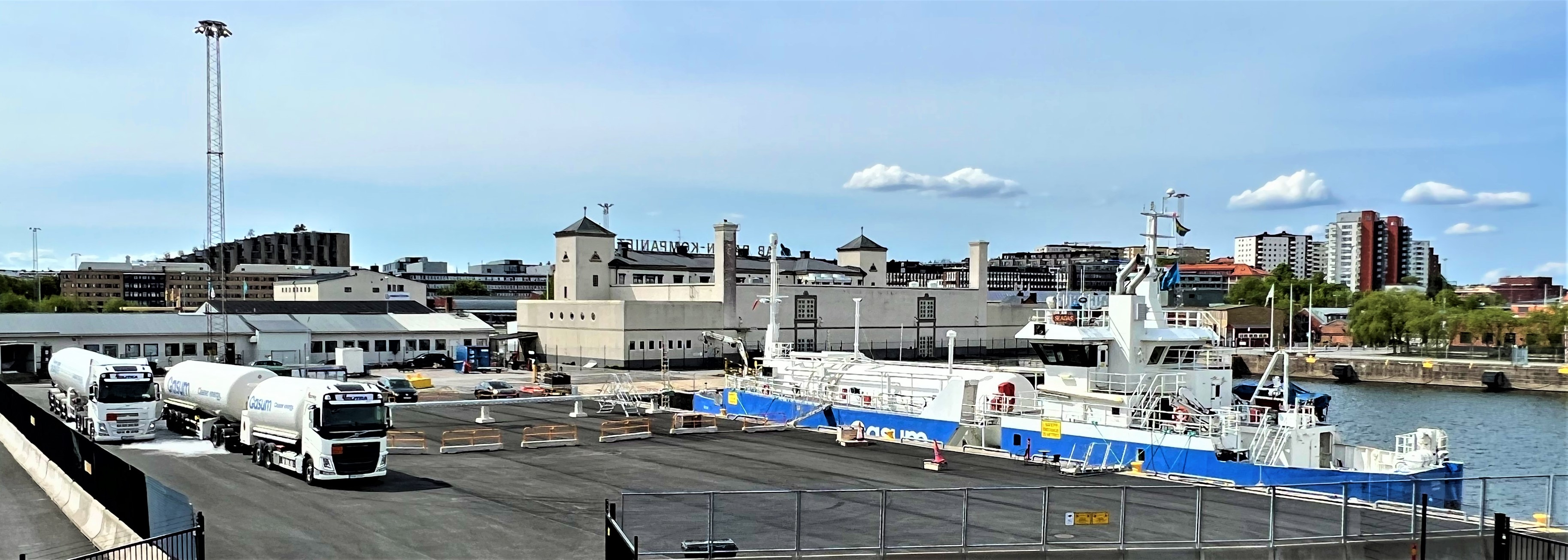
Gasums gastankbilar tankar M/S Seagas med flytande naturgas i Frihamnen i Stockholm
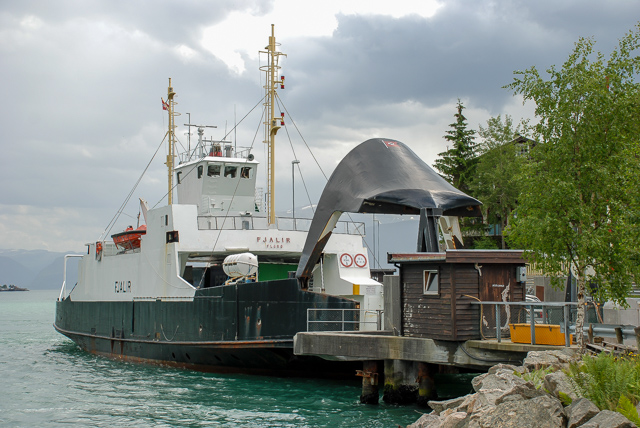
MF Fjalir i Dragsvik i Norge 2010